# Glänzende Edelraute
Die Glänzende Edelraute (Artemisia nitida), auch Glanzraute genannt, ist eine Pflanzenart aus der Gattung Artemisia innerhalb der Familie der Korbblütler (Asteraceae oder früher Compositae). Das Verbreitungsgebiet sind die Südalpen.

## Beschreibung

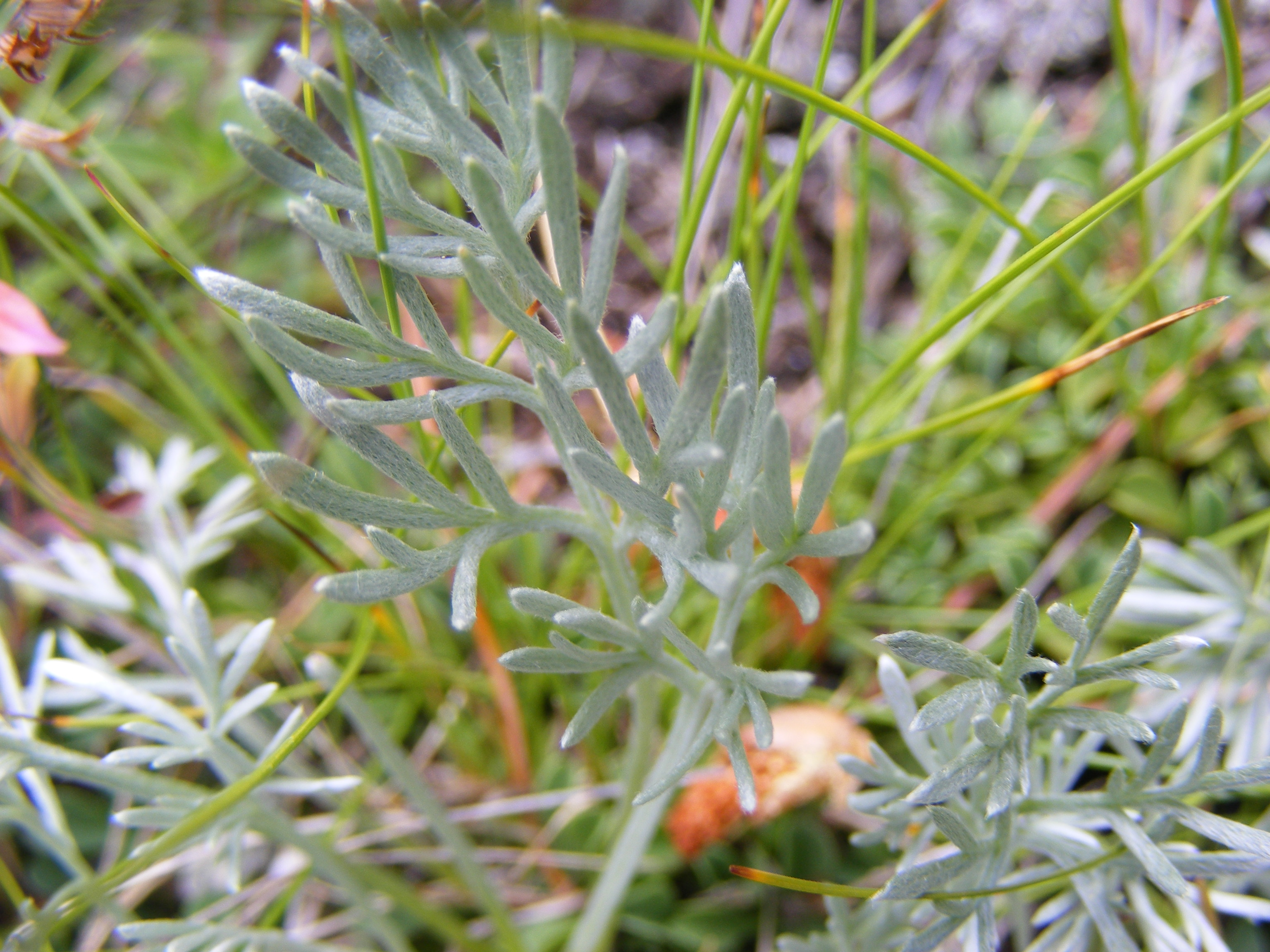
Fiederschnittiges Laubblatt

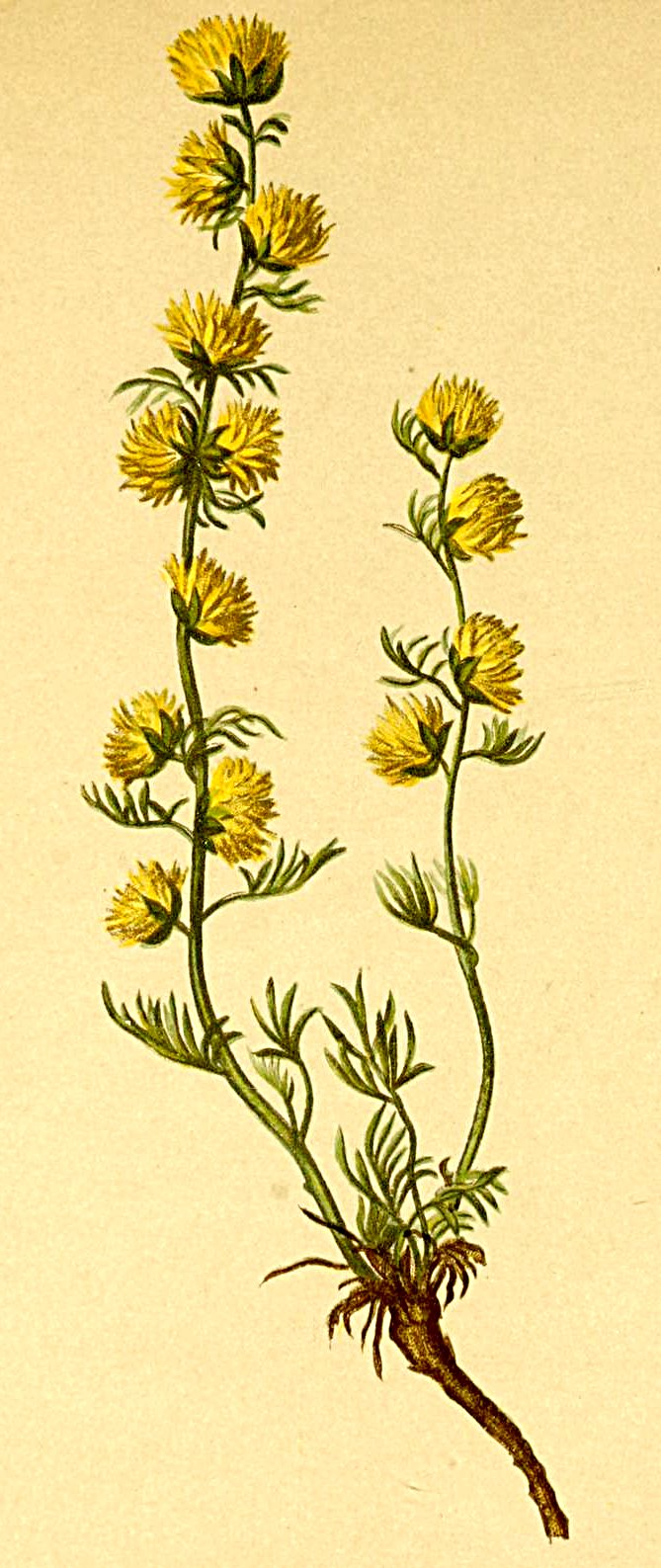
Illustration

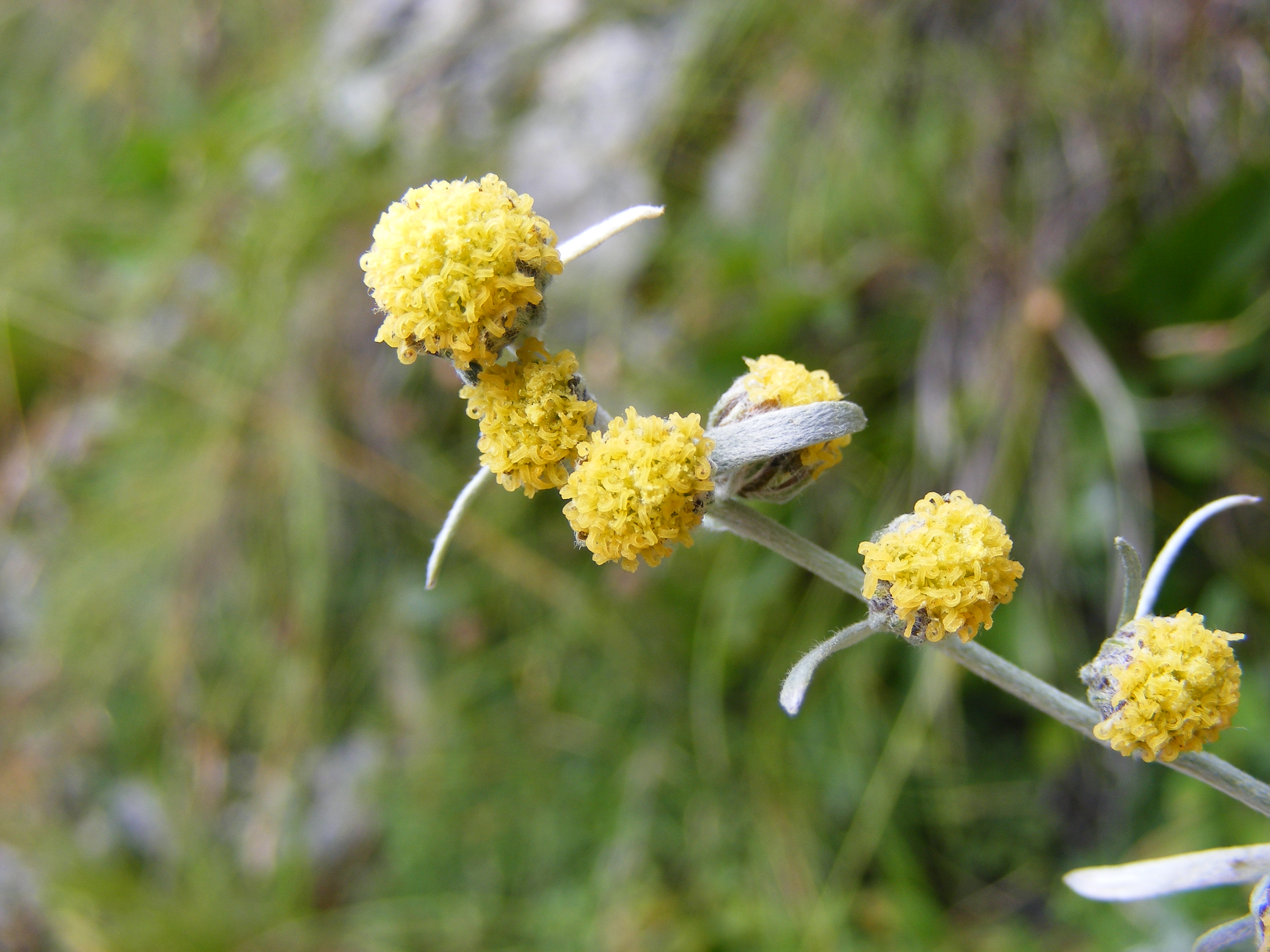
Ausschnitt eines Gesamtblütenstandes mit Blütenkörbchen

### Erscheinungsbild und Laubblatt
Die Glänzende Edelraute wächst als rasige, ausdauernde krautige Pflanze mit Wuchshöhen bis zu 40 Zentimetern. Die oberirdischen Pflanzenteile sind weißlich oder silbrig seidig, dicht anliegend behaart (Indument). Sie duftet aromatisch. Die Stängel sind meist aufsteigend und einfach.
Die wechselständigen Laubblätter sind in Blattstiel und -spreite gegliedert. Die dreifach fiederschnittige Blattspreite besitzt bei einer Breite von etwa 0,5 Millimetern linealische Blattabschnitte mit spitzem oberen Ende. Nur die obersten Stängelblätter sind einfach fiederteilig.

### Generative Merkmale
Die Blütezeit erstreckt sich von August bis September. Der recht lockere, ährige Gesamtblütenstand enthält körbchenförmigen Teilblütenstände, wovon die unteren gestielt und die im oberen Bereich sitzend sind. Die bei einem Durchmesser von 6 bis 8 Millimetern halbkugelförmigen Körbchen sind bei vollentwickelten Blüten nickend. Die unteren Tragblätter sind den Stängelblättern ähnlich; die oberen Tragblätter sind dagegen meist einfach gestaltet. Die anliegenden und eiförmigen Hüllblätter mit angepressten Haaren besitzen einen dunklen Rand. Der dicht und kurz behaarte Körbchenboden besitzt keine Spreublätter.
Es sind nur Röhrenblüten vorhanden. In einem Blütenkörbchen stehen etwa 15 Röhrenblüten zusammen und alle sind fertil. Die äußeren Röhrenblüten sind weiblich und in geringerer Zahl vorhanden als die innenliegenden zwittrigen Blüten. Die fünf Kronblätter sind gelb und die Kronzipfel sind dicht behaart. Zwei Fruchtblätter sind zu einem unterständigen Fruchtknoten verwachsen. Es sind zwei Narbenäste vorhanden.
Die kahlen Achänen besitzen keinen Pappus.

### Chromosomensatz
Die Chromosomenzahl beträgt 2n = 54.

## Vorkommen, Gefährdung und Schutz
Die Glänzende Edelraute kommt nur in den Südalpen in Österreich, Italien und in Slowenien vor.
Die Glänzende Edelraute besiedelt Felsspalten und Felsrasen der (selten obermontanen bis) subalpinen und alpinen Höhenstufe in Höhenlagen von 1200 bis 2000 Metern besonders auf kalkhaltigem Grund. Ausnahmsweise wird auch die Höhenlage von 2400 Meter erreicht.
In Österreich und dem italienischen Südtirol ist die Glänzende Edelraute sehr selten; die österreichischen Bestände sind auf das südwestliche Kärnten beschränkt und werden als „potentiell gefährdet“ eingestuft. Die Vorkommen in Südtirol werden in der Roten Liste gefährdeter Gefäßpflanzen Südtirols als „gefährdet“ beurteilt und legistisch im Landesgesetz Nr. 6 durch die Aufnahme in das Verzeichnis der vollkommen geschützten Pflanzenarten unter Schutz gestellt.

## Taxonomie
Artemisia nitida wurde 1832 durch Antonio Bertoloni in Mantissa Plantarum Florae Alpium Apuanarum, Seite 53 erstbeschrieben. Synonyme für Artemisia nitida Bertol. sind Artemisia portae Huter und Artemisia nitida subsp. elegantissima Giacom. & Pignatti.

## Trivialnamen
Trivialnamen sind in Slowenien „bleščeči pelin“, in Südtirol auf Ladinisch „Ierba dala nividia lucënta“, in Italien „Assenzio lucido“ und in Frankreich „Armoise luisante“.